# Базилика Ульпия
Базилика Ульпия была общественным зданием в Древнем Риме, находившимся на форуме Траяна. Она была названа в честь императора Траяна, чьё полное имя было Марк Ульпий Траян.
Она стала важнейшей базиликой после двух древних, базилики Эмилия и базилики Юлия. С её строительством большая часть политической жизни переместилась с Римского форума на форум Траяна. Так продолжалось до строительства базилики Максенция и Константина.
В отличие от позднейших христианских базилик, она не имела религиозных функций и была создана для свершения правосудия, торговли и посещения императором. Также она была крупнейшей в Риме, размером 117 на 55 м.
В плане базилика Ульпия была прямоугольной. Она состояла из большого центрального нефа с четырьмя проходами, разделёнными рядами колонн и экседрами в концах. Центральный неф охватывал всю высоту здания, боковые же нефы были двухъярусными. Колонны и стены были из дорогого мрамора; здание перекрывалось бронзовыми стропильными фермами треугольной формы. Крыша, возвышавшаяся на 50 метров, была покрыта позолоченной бронзовой черепицей. С наружных длинных сторон фасадов проходили галереи.
Многие колонны все ещё стоят на своём месте, хотя большинство пало. Часть фундамента базилики находится теперь под улицей Виа деи Фори Империали — шоссе, построенном при Бенито Муссолини. Все здание было украшено трофеями Дакийской войны, проводимой Траяном.
Позднее она использовалась Константином как архитектурный образец для планировки новых христианских церквей.
В 2021 году началась запланированная бывшим мэром Рима Иньяцио Марино в 2014 году реконструкция базилики. Работы будут проводиться методом анастилоза, при котором руины восстанавливаются с использованием оригинальных архитектурных элементов. Средства на реконструкцию в размере 1,5 млн евро пожертвовал меценат Алишер Усманов.

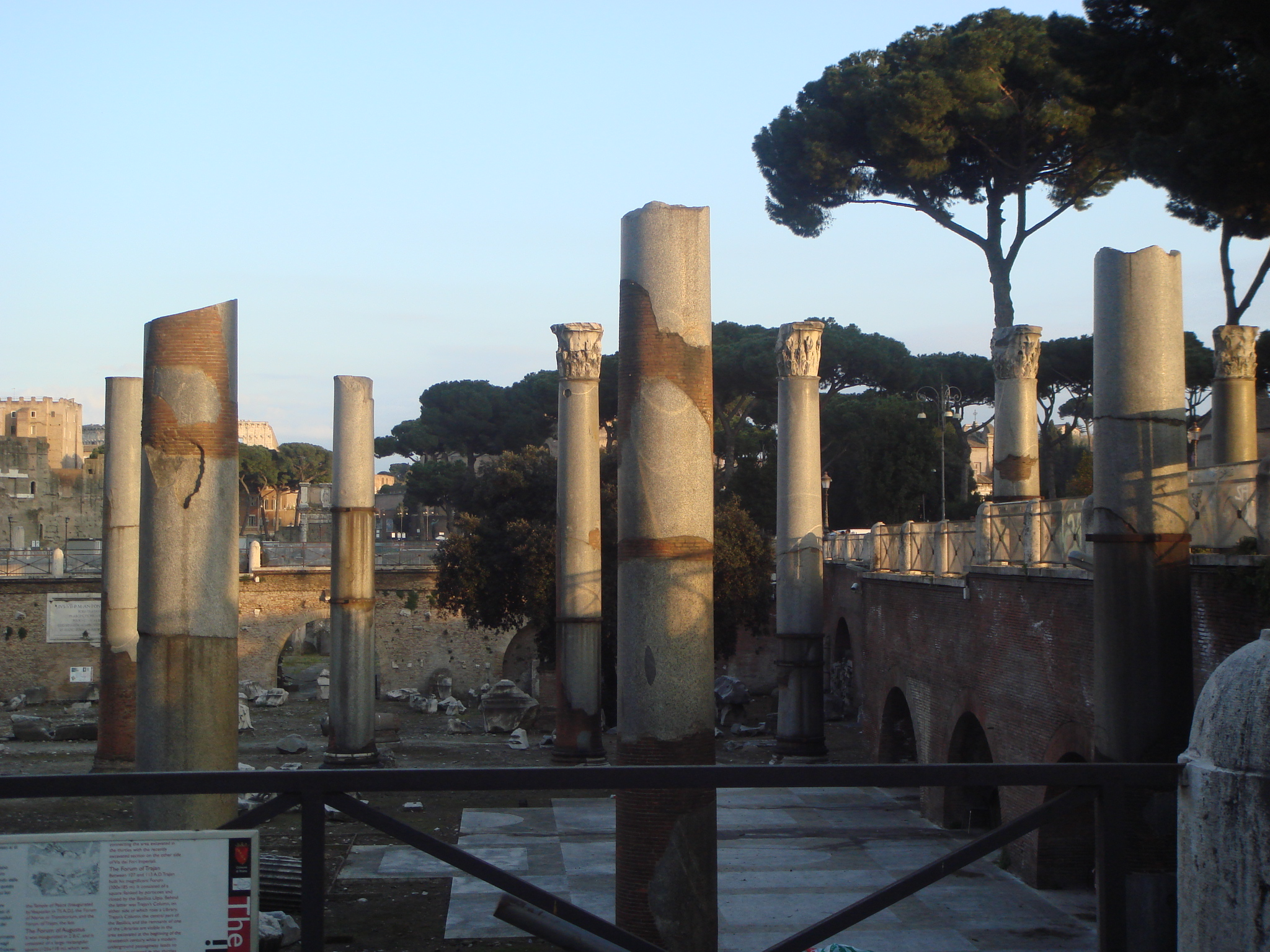
Развалины